# Aspila canariensis
Aspila canariensis là một loài bướm đêm trong họ Noctuidae.